# ریکاردو تاوارلی
ریکاردو تاوارلی (انگلیسی: Ricardo Tavarelli؛ زادهٔ ۲ اوت ۱۹۷۰) یک بازیکن فوتبال اهل پاراگوئه است.
وی همچنین در تیم ملی فوتبال پاراگوئه بازی کرده‌است.